# 自身炎症性疾病
自身炎症性疾病（Autoinflammatory diseases，AIDs）是由基因突变引起其编码蛋白发生改变，造成非抗原依赖性炎症机制被不恰当激活或固有免疫系统失调而引起全身炎症反应或多系统受累的一组疾病。
该疾病概念首次提出于1999年，截至2022年已至少甄别出56种自身炎症性疾病。虽然自身炎症性疾病被称为罕见病，但通过对作为自身炎症性疾病之一的腺苷脱氨酶2缺乏症的基因致病突变位点在中國人群的频率推算，仅中国就或有近几十万人患腺苷脱氨酶2缺乏症。
自身炎症性疾病属于原发性免疫缺陷病和遺傳性疾病。

## 研究历史
“自身炎症性疾病”这一概念最早提出于1999年。进入2000年后，该概念扩大至包含周期性发热、部分补体系统疾病、家族性荨麻疹综合征、肉芽肿性疾病、代谢性疾病、贮积病和貝賽特氏症等几大类疾病，但该分类停留于疾病的临床表型。此后的20年，经过遗传学研究发展的介入，自身炎症性疾病的研究得到了快速发展，人们对自身炎症性疾病的概念也在不断更新、完善中。
2022年，国际免疫学会联合会将自身炎症性疾病列为免疫出生错误分类的第七类，并将自身炎症性疾病分为Ⅰ型干扰素病、炎症小体病和非炎症小体病三种，共包括了五十六种疾病。

## 诊断与检查
《中华实用儿科临床杂志》对≤5岁的儿童的自身炎症性疾病的诊断共识中，提示儿童因不明原因反复发热，且有以下症状的2项以上者，并充分排除其他风湿免疫性疾病、感染和贅生物等后，应考虑患自身炎症性疾病的可能性。并进行病史、家族史询问后，按情况进行基因檢測加以诊断。
◇反复皮疹
◇关节痛或关节炎

◇口腔溃疡

◇反复胸痛或腹痛

◇肺间质病变

◇反复頭痛、呕吐、智力减退

◇结膜炎、虹膜睫状体炎等眼部病变

◇不明原因耳聋

◇不明原因肝脾和淋巴結大
◇炎症指标，如血常规白血球、中性粒细胞、C反應蛋白和红细胞沉降率反复升高——中华医学会儿科学分会风湿病学组，中国医师协会风湿免疫科医师分会儿科学组，海峡两岸医药卫生交流协会风湿免疫病学专业委员会儿童学组等，《儿童自身炎症性疾病诊断与治疗专家共识》